# Иван Ценов (общественик)
Вижте пояснителната страница за други личности с името Иван Ценов.
Иван Ценов е български общественик и политически анализатор, роден на 6 октомври 1943 г. в гр. Враца.

## Биография
Завършва във ВМЕИ, където по-късно и преподава. Чете лекции в областта на Математическата теория на системите и управлението. В политиката е от 1990 до 1993 г. Ляв по убеждение, политическата си дейност започва при социалдемократите на Петър Дертлиев, от където е изключен за „лошо отношение към жените“. Преди и по време на изборите през 1990 г. е шеф на СДС в район „Червена звезда“. Две години и половина (1991 – 1993) е говорител на Нова СДП и член на Националния координационен съвет на СДС от квотата на Нова СДП.